# Redice
Redice este un sat din comuna Kolašin, Muntenegru. Conform datelor de la recensământul din 2003, localitatea are 114 locuitori (la recensământul din 1991 erau 186 de locuitori).

## Demografie
În satul Redice locuiesc 90 de persoane adulte, iar vârsta medie a populației este de 44,5 de ani (44,2 la bărbați și 44,9 la femei). În localitate sunt 35 de gospodării, iar numărul mediu de membri în gospodărie este de 3,26.
Populația localității este foarte eterogenă.
|  |

| Demografie | Demografie | Demografie |
| An         | Locuitori  | Locuitori  |
| ---------- | ---------- | ---------- |
|            |            |            |
|            |            |            |
|            |            |            |
|            |            |            |
| 1948       | 211        |            |
| 1953       | 160        |            |
| 1961       | 216        |            |
| 1971       | 225        |            |
| 1981       | 225        |            |
| 1991       | 186        | 184        |
| 2003       | 114        | 114        |

| \| Componența etnică conform recensământului din 2003[2] \| Componența etnică conform recensământului din 2003[2] \| Componența etnică conform recensământului din 2003[2] \| Componența etnică conform recensământului din 2003[2] \| Componența etnică conform recensământului din 2003[2] \| \| ----------------------------------------------------- \| ----------------------------------------------------- \| ----------------------------------------------------- \| ----------------------------------------------------- \| ----------------------------------------------------- \| \| \| \| \| \| \| \| Muntenegreni \| Muntenegreni \| \| 64 \| 56,14% \| \| Sârbi \| Sârbi \| \| 48 \| 42,1% \| \| necunoscută \| necunoscută \| \| 0 \| 0% \| |              |  |    |        |
| Componența etnică conform recensământului din 2003 |              |  |    |        |
| |              |  |    |        |
| Muntenegreni | Muntenegreni |  | 64 | 56,14% |
| Sârbi | Sârbi        |  | 48 | 42,1%  |
| necunoscută | necunoscută  |  | 0  | 0%     |